# Erina Yashima
 Erina Yashima (japanisch 八嶋 恵利奈 Yashima Erina; * 1986 in Heilbronn) ist eine deutsch-japanische Dirigentin.

## Beruflicher Werdegang
Erina Yashima ist eine Tochter von Miwako und Hiroto Yashima, die beide von Beruf Geiger sind. Die späteren Eheleute lernten sich in Salzburg kennen, als der Vater dort am Mozarteum studierte. Später zog die Familie aus beruflichen Gründen nach Deutschland, wo der Vater ab 1987 als Mitglied der NDR Radiophilharmonie tätig war. Ab dem Alter von fünf Jahren erhielt die Tochter Erina in Hannover am Institut zur Frühförderung musikalisch Hochbegabter (IFF) Klavierunterricht und ab dem Alter von 14 Jahren ihren ersten Dirigierunterricht.
Später studierte Yashima Dirigieren in Freiburg im Breisgau bei Scott Sandmeier und in Wien bei Mark Stringer. An der Hochschule für Musik Hanns Eisler Berlin absolvierte sie bis 2017 ihr Dirigierstudium bei Christian Ehwald und Hans-Dieter Baum. Ab 2015 assistierte sie drei Spielzeiten lang Riccardo Muti, nachdem sie die Sir Georg Solti Conducting Apprenticeship des Chicago Symphony Orchestra gewonnen hatte. Sie war Teilnehmerin an der Italienischen Opernakademie in Ravenna, wo sie mit Muti arbeitete, und beim Lucerne Festival nahm sie an einer Meisterklasse von Bernard Haitink teil. Ebenfalls 2015 war sie Finalistin bei einem Workshop von Musikern der Berliner Philharmoniker, der Staatskapelle Berlin und der Sächsischen Staatskapelle Dresden.
2018 war Yashima eine von drei Finalisten beim Dirigentenpreis der Salzburger Festspiele, trat mit der Camerata Salzburg auf und war Assistentin von Zubin Mehta während einer Asien-Tournee des Bayerischen Rundfunkorchesters. Sie arbeitete mit zahlreichen Orchestern zusammen, darunter das Konzerthausorchester Berlin, die Württembergische Philharmonie sowie dem Sinfonieorchester von Sanremo. Zudem arbeitete sie mit dem Cellisten Yo-Yo Ma und assistierte Dirigenten wie Esa-Pekka Salonen, Christoph Eschenbach und Edward Gardner. Ab 2019 hatte sie einen Vertrag als Assistenz-Dirigentin beim Philadelphia Orchestra.
Im Opernbereich gab Yashima ihr Debüt bei den Salzburger Festspielen mit Mozarts Der Schauspieldirektor für Kinder, dirigierte Mozarts Le nozze di Figaro in Novara und Ravenna, Rossinis La Cenerentola in Lucca und Ravenna. Im Januar 2022 hatte sie die musikalische Leitung bei Dvořáks Rusalka am Theater Krefeld und Mönchengladbach, im März dirigierte sie ihr Debüt mit Così fan tutte an der Washington National Opera im Kennedy Center. Nach einem Konzert in der Elbphilharmonie in Hamburg im Januar 2023, bei dem das Stück Ramal des amerikanisch-syrischen Komponisten Kareem Roustom aufgeführt wurde, schrieb der Musikjournalist Helmut Peters im Hamburger Abendblatt: „Fantastisch war es anzusehen und anzuhören, wie die junge Dirigentin [...] die genial auskomponierten Übergänge von Energetik zu Ruhe und von wuchtigem Fortissimo zu geheimnisvoll leisen Klangflächen mit dem Orchester hinzauberte.“ Sie sei ein „neuer Stern am Dirigentenhimmel“.
Seit September 2022 ist Erina Yashima die erste Erste Kapellmeisterin an der Komischen Oper Berlin. 2023 drehte sie für BR-Klassik eine Videoreihe zur Musik der 1920er Jahre.